# Col bleu (classe sociale)
Pour les articles homonymes, voir Col bleu.

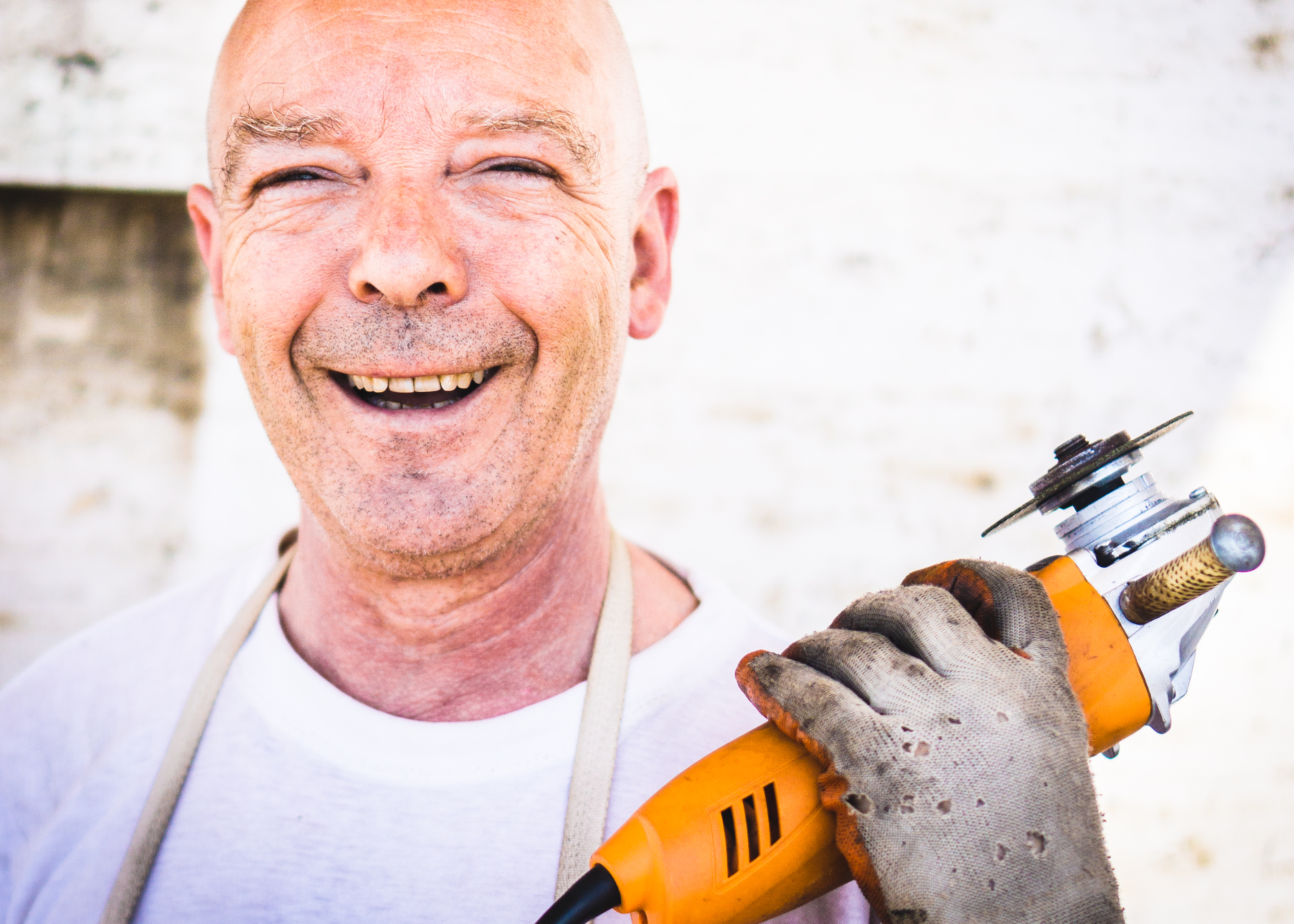
Un travailleur d'une profession de col bleu

Col bleu est un terme utilisé pour désigner des travailleurs exécutant des tâches manuelles, par opposition aux cols blancs qui représentent les travailleurs de bureau.
Un col bleu est un membre d'une classe ouvrière qui exécute un travail manuel et gagne un salaire horaire. Les cols bleus se distinguent des cols blancs, dont le travail n'est pas considéré comme manuel. Cependant, certains employés sont également désignés souvent sous le nom de cols bleus.
Traditionnellement, les cols blancs gagnent quant à eux un salaire fixe, mensuel ou annuel, plutôt qu'horaire, bien que payer les cols blancs à l'heure soit une pratique croissante.
Le terme col bleu provient de l'habit de travail des ouvriers, une combinaison de toile bleue portée pendant le travail.
Le travail manuel des cols bleus peut être habile ou non qualifié et peut impliquer le travail dans l'industrie, la construction de bâtiments, la tenue de commerces, l'application des lois, le travail mécanique, l'installation ou l'entretien technique. Dans la branche des services, à l'inverse des cols blancs qui effectuent un travail non-manuel et souvent dans un bureau, les cols bleus s'attellent au travail impliquant l'interaction avec le client, que ce soit dans le commerce de détail, le divertissement ou autre.

## Sources
- (en) Cet article est partiellement ou en totalité issu de l’article de Wikipédia en anglais intitulé « Blue-collar worker » (voir la liste des auteurs).